# Cirrhitus atlanticus
Cirrhitus atlanticus és una espècie de peix pertanyent a la família dels cirrítids.

## Descripció
- Pot arribar a fer 16 cm de llargària màxima.[6][7]

## Hàbitat
És un peix marí, demersal i de clima tropical.

## Distribució geogràfica
Es troba a l'Atlàntic oriental: Ghana i les illes de Pagalu (la Guinea Equatorial), Ilhéu das Rolas i São Tomé.

## Observacions
És inofensiu per als humans.